# O-Zone
Az O-Zone egy moldáv együttes, tagjai: Dan Bălan, Radu Sîrbu, Arsenie Toderaș.
Zenei karrierjük 1999-ben indult Chișinăuban, majd Romániában folytatódott. Az együttesnek kezdetben csak két tagja volt: Dan és Petru Jelihovschi, de mivel Petrunak a zene csak hobbi volt a zenekar feloszlott. Később Dan megismerkedett Arsenie Toderașsal és Radu Sîrbuval, akikkel újra megalakították a zenekart 2003-ban. Első albumuk a DiscO-Zone hat országban ért el #1 helyezést, és több, mint 2,5 millió példányban kelt el. (Csak Japánban 1 millió.) Az áttörést a Dragostea Din Tei  című dal hozta, amely 2004-ben a világ 27 országában jutott a slágerlista élére. Az Eurocharts első helyét 13 hétig sikerült tartaniuk. A szám magyar paródiáját az Irigy Hónaljmirigy „Numerakirály” címen készítette el. Az albumon szereplő másik népszerű kislemez a Despre tine öt országban ért el #1 helyezést és a főbb európai chartokon #6 lett.
Az együttes 2005. január 13-án megszűnt, tagjai szólókarrierbe kezdtek. Arsenie a Love Me…, Love Me… című dallal a németországi MTV zenecsatorna 33. helyéig jutott Arsenium művésznéven. Radu legnagyobb sikere a Whap-pa, a sármőr Dan Bălan pedig Crazy Loop c. nagy sikerű alkotása után 2009 októberében a Chica Bomb című elektronikus tánczenei elemekkel átszőtt angol nyelvű erotikus balladájával jelentkezett.

## Lemezek
- Dar, unde esti (1999)
- Number 1 (2002)
- DiscO-Zone (2004)

Kislemezek
- Numai tu (2002)
- Despre tine (2002)
- Dragostea Din Tei  (2004)
- De ce plâng chitarele (2004)

## 12 év után
A zenekar megszűnését követően 12 évvel később, 2017. május 5-én volt két koncertjük, Moldova Chișinău városában és Románia Bukarest városában.

## Külső hivatkozások
- O-Zone, a hársfától a világsikerig (music.hu)[halott link]
- A „Dragostea din tei” a Youtube-on, és ázsiai sikere
- Dan Balan szólóban (Crazy Loop)